# Filippo Sangiorgi
Filippo Sangiorgi (Roma, 16 d'abril de 1831 - ibídem 4 de febrer de 1901) fou un compositor italià.
Després de fer un sòlids estudis, fou nomenat director de la banda de la Guàrdia nacional de Roma i després del Conservatori de Ferrar, càrrec que deixà per establir-se a Roma com a professor particular.
Estrenà diverses òperes, entre les quals assoliren més èxit foren les titulades:
- La Mendicante (1861);
- Iginia d'Asti (1862);
- Guisemberga da Spoleto (1864);
- Giuseppe Balsamo (1873);
- Diana di Chaverny (1875);
- Amazilia.